# Anna Maria Achenrainer
Anna Maria Achenrainer (ur. 5 lipca 1909 w Pfunds, zm. 14 stycznia 1972 w Innsbrucku) – austriacka poetka i pisarka podejmująca głównie tematykę historii i krajobrazu Tyrolu.

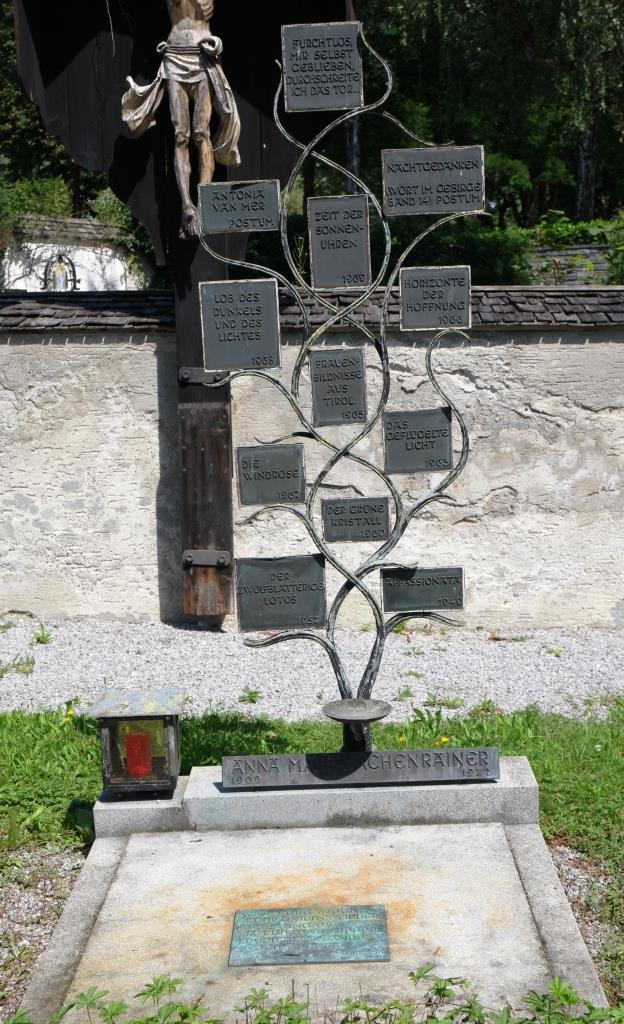
Grób Anny Marii Achenrainer, w Mühlau w Innsbrucku

## Życiorys
Ojciec Anny Marii był kowalem, po jego śmierci w czasie I wojny światowej dorastała w sierocińcu w Scharnitz. Potem uczyła się w szkole w Innsbrucku, w Instytucie Doskonalenia Nauczycieli, gdzie jej pierwszym literackim promotorem był Anton Müller. W 1929 roku opublikowała pierwsze opowiadania i wiersze w tyrolskim magazynie Tiroler Volksbote. Achenrainer była jednym z założycieli stowarzyszenia Turmbund, wciąż istniejącego towarzystwa promocji talentów literackich i artystycznych w Innsbrucku. Była inicjatorką pierwszych austriackich tygodni kultury młodzieżowej.
Anna Maria Achenrainer utrzymywała kontakt z wieloma pisarzami z lat 50. i 60. m.in. z Felixem Braunem i Eriką Burkart. W 1950 roku otrzymała austriacką nagrodę państwową za swój pierwszy tom poezji. Od 1969 do 1972 roku była współredaktorem literackiego rocznika Wort im Gebirge. Schrifttum aus Tirol, założonego przez Josefa Leitgeba w 1949 roku. Zmarła w 1972 roku. Jej grób znajduje się na cmentarzu w Mühlau w Innsbrucku.

## Twórczość
- Verliebter September, 1958
- Das Engelfernrohr, 1960
- Appassionata, 1950
- Der zwölfblättrige Lotos, 1957
- Der grüne Kristall, 1960
- Die Windrose, 1962
- Das geflügelte Licht, 1963
- Frauenbildnisse aus Tirol, 1964
- Horizonte der Hoffnung, 1966
- Lob des Dunkels und des Lichts, 1968
- Zeit der Sonnenuhren, 1969
- Antonia van Mer, 1972